# Stadtkommandant
Der Stadtkommandant ist in Kriegszeiten die höchste militärische, richterliche und zivile Instanz einer Stadt. Gerade während einer Besetzung einer feindlichen Stadt nimmt der Stadtkommandant, bis zur Installierung einer Zivilverwaltung, diesen Status ein. Stadtkommandanten kann es auch in Friedenszeiten geben, sie sind dann in die Militärstruktur des Landes integriert. Eine historische Besonderheit waren von 1945 bis 1990 der Kommandant des Amerikanischen Sektors von Berlin, der Kommandant des Britischen Sektors von Berlin, der Kommandant des Französischen Sektors von Berlin und von 1945 bis 1962 der Kommandant des Sowjetischen Sektors von Berlin.